# Philippe Dien
Pour les articles homonymes, voir Dien (homonymie).
Philippe Dien (né le 17 juin 1957 à Paris) est un athlète français, spécialiste du 1 500 mètres.
Depuis 1987, Philippe Dien est entraîneur au club d'athlétisme de La Celle-Saint-Cloud (78 Yvelines), l'Athletic Club Cellois. 

## Palmarès
- 10 sélections en équipe de France A
- Il est l'actuel codétenteur du Record de France du relais 4 × 1 500 mètres avec Didier Bégouin, Denis Lequément et Marcel Philippe avec le temps de 14 min 48 s 2[1] (Bourges 23 juin 1979).
- Il a été le porte-drapeau de la France lors de la cérémonie d'ouverture des premiers Championnats du monde d'athlétisme 1983 à Helsinki.

Championnat de France Élite :
- - 3e du 1 500 m en 1978
- - 2e du 1 500 m en 1980
- - 2e du 1 500 m en 1982
- - 1er et Champion de France du 1 500 m en 1983 à Bordeaux

## Meilleur temps
| Épreuve | Performance   | Lieu            | Date       |
| ------- | ------------- | --------------- | ---------- |
| 1 500 m | 3 min 34 s 52 | Viareggio (Ita) | 27/07/1983 |

Ce temps de 3 min 34 s 52 constituait la 2e performance française de tous les temps derrière les 3 min 34 s de Jean Wadoux et la 11e performance mondiale de l'année 1983.